# Pseudoleptodeira latifasciata
Pseudoleptodeira latifasciata är en ormart som beskrevs av Günther 1894. Pseudoleptodeira latifasciata är ensam i släktet Pseudoleptodeira som ingår i familjen snokar. Arten tillhör underfamiljen Dipsadinae som ibland listas som familj.
Inga underarter finns listade i Catalogue of Life.
Arten är med en längd mindre än 75 cm en liten orm. Den förekommer i västra Mexiko från delstaten Nayarit till delstaten Guerrero. Individerna lever i låglandet och i bergstrakter upp till 1000 meter över havet. Denna orm vistas i torra tropiska skogar, i delvis lövfällande skogar och i ekskogar. Pseudoleptodeira latifasciata vistas på marken. Arten jagar troligtvis ödlor och groddjur. Honor lägger ägg.
I några områden kan skogsavverkningar vara ett lokalt hot mot beståndet. Hela populationen anses vara stabil. IUCN kategoriserar arten globalt som livskraftig.